# Simulium iphias
Simulium iphias är en tvåvingeart som beskrevs av Meillon 1951. Simulium iphias ingår i släktet Simulium och familjen knott.
Artens utbredningsområde är Madagaskar. Inga underarter finns listade i Catalogue of Life.